# Refugi antiaeri de la Renaixença
El refugi antiaeri de la Renaixença és un refugi antiaeri situat al pis inferior de l'Escola la Renaixença de Manresa, comarca del Bages, abans Grup Escolar Renaixença (Manresa). Aquest, te l'entrada pel carrer del Canonge Muntanyà.
Va ser construït a partir del mes de juny de l'any 1938, a l'etapa final de la Guerra Civil Espanyola. El formen quatre galeries paral·leles connectades entre elles per un passadís i per diferents obertures. Té una superfície de 230 metres quadrats. El refugi es va pensar per tenir una capacitat màxima aproximada de 920 persones, a partir del càlcul de quatre persones per metre quadrat. Dels refugis de la ciutat aquest és un dels més ben executats des del punt de vista tècnic, i també un dels més ben conservats de Manresa, es pot observar perfectament la zona dels lavabos, el sistema d'enllumenat, etc. Actualment es troba en desús, amb un bon estat de conservació exterior.
El refugi està protegit pel Pla Especial Urbanístic de Protecció del Patrimoni de Manresa (PEUPM), els refugis s'integren dins del patrimoni arquitectònic de la ciutat amb la classificació d'estructures urbanes de defensa civil i amb la categoria de Béns culturals d'interès local.
Amb motiu de la commemoració del 75è aniversari dels bombardejos es van instal·lar al costat de l'entrada una placa informativa i de senyalització.

## Història

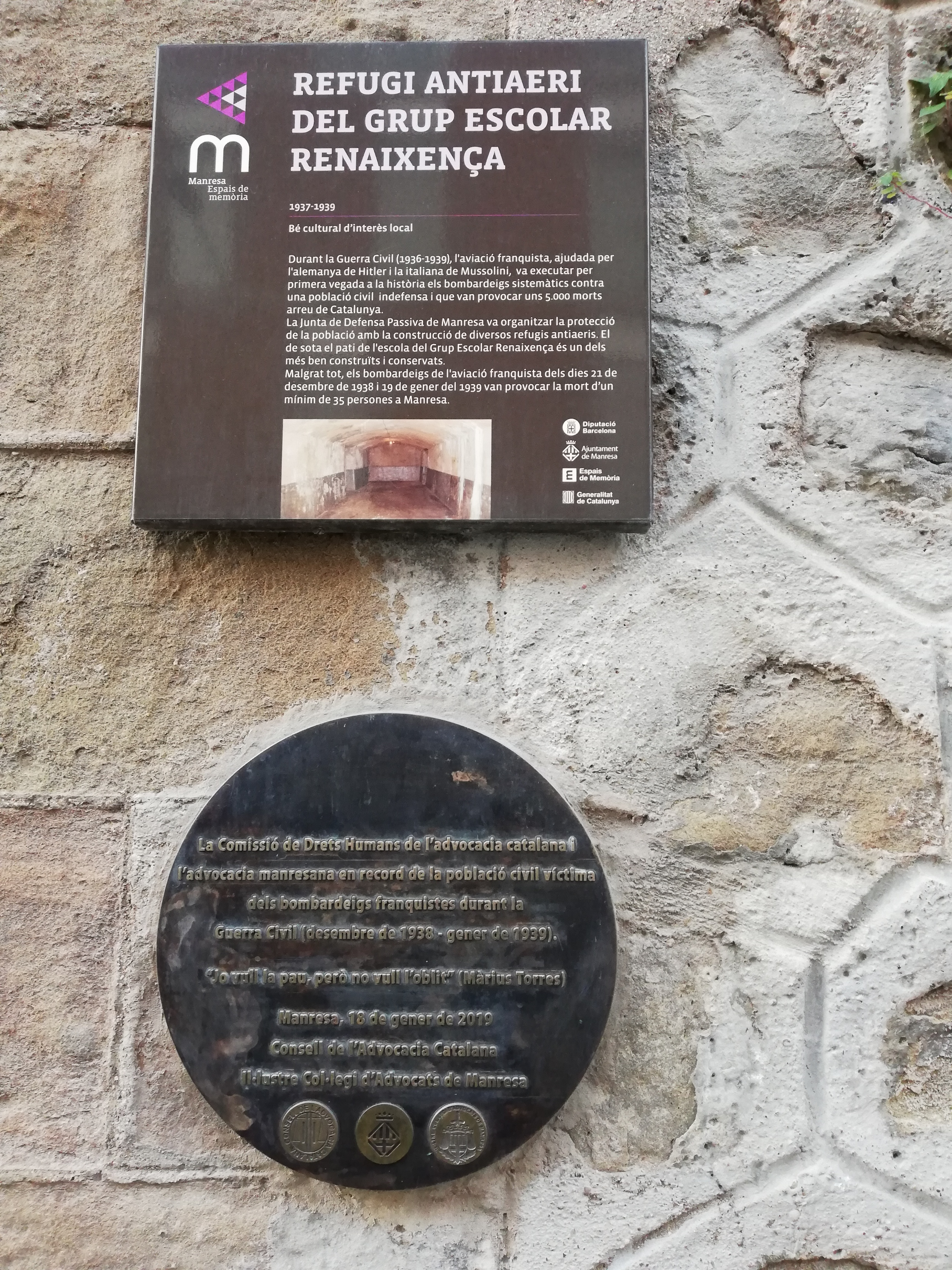
Detall de les plaques informatives i commemoratives al costat de la porta del refugi antiaeri del Grup Escolar Renaixença de Manresa

Durant la Guerra Civil i arran de la inferioritat tècnica i numèrica de l'aviació republicana, la Generalitat de Catalunya va impulsar la construcció de refugis antiaeris per protegir la població civil. Primer a Barcelona i després la resta de ciutats de Catalunya, on es van organitzar per prevenir els efectes dels bombardeigs. Manresa va ser una de les primeres ciutats que per acord del Consell Municipal, va constituir la Junta de Defensa de la Població Civil el dia 1 de desembre de 1936.
Aquesta Junta va iniciar la construcció dels refugis antiaeris, entre els quals es troba el del Grup Escolar Renaixença. La junta va demanar voluntaris per avançar en la construcció dels refugis, però davant la indiferència de la ciutadania. va publicar un ban que obligava als homes d'entre 18 i 45 anys a treballar per torns en la construcció dels refugis antiaeris.
Manresa va patir dos atacs per part de l'aviació feixista, el 21 de desembre de 1938 i  el 19 de gener de 1939. L'atac del 21 de desembre, va ser causar 33 víctimes. Aquell dia la Junta de Defensa Passiva de Catalunya afirmava que a les 11:50 hores havia sonat l'alarma antiaèria a Manresa. El segon bombardeig, el 19 de gener de 1939, es va produir en plena retirada, cinc dies abans de l'entrada dels nacionals a Manresa i va causar la mort de dues persones.